# Jant van der Weg-Laverman
Jant van der Weg-Laverman (Leeuwarden, 12 oktober 1939) is een Fries schrijfster over jeugdliteratuur.
Na haar afstuderen aan de kweekschool in Sneek werkte ze vier jaar in het speciaal onderwijs. Daar kreeg ze ontslag ‘vanwege huwelijk’ en kreeg op die manier de gelegenheid om verder te studeren. Op vrijdag 20 oktober 2000 werd door haar een voor het eerst in het Fries geschreven proefschrift verdedigd aan de Katholieke Universiteit Brabant. De titel van het onderzoek was: Feroaring yn byld en bân: Fryske bernepoëzij yn de tweintichste ieu (Verandering in beeld en band: Friese kinderpoëzie in de 20e eeuw). Van dit proefschrift kwam later een Nederlandstalige handelseditie uit onder de titel: "Er is door het luchtruim een hemd onderweg: Friese kinderpoëzie in de twintigste eeuw" (2003).

## Jeugdliteratuur
Van der Weg werkte twintig jaar als lexicograaf aan de Fryske Akademy; in 1989 werd ze lid van dit instituut. Daarnaast had ze tussen 1985 en 2012 een rubriek over kinderliteratuur in het Friesch Dagblad. Van der Weg was medeoprichter en voorzitter van de Stichting It Fryske Berneboek en werd in 2006 erelid van deze stichting. Van 2000 tot 2006 was ze voorzitter van IBBY-Nederland en ze zat tussen 2002 en 2006 in het internationale bestuur van die laatste organisatie. In 2014 werd ze tot erelid van deze internationale organisatie benoemd. Ze was voorzitter van de landelijke Stichting Geschiedenis Kinder- en Jeugdliteratuur tussen 2010 en 2019.

## Publicaties
Ze schrijft artikelen in literaire tijdschriften over kinderliteratuur. Daarnaast vertaalde zij kinderboeken in het Fries en in het Nederlands. Ook schreef ze een prentenboek. Ook publiceerde ze een verzameling bakerrijmpjes en een boek over de historische achtergrond van bekende Nederlandse liederen. 
Het boek Fan hantsjeklap en sûkerbak kreeg een plaats op de Honourlist van IBBY (2000).

## Prijs
Voor haar inzet op het gebied van kinderliteratuur kreeg ze in 2007 de  Hieronymus van Alphen Prijs uitgereikt door Frits Booy, een prijs van de Stichting Geschiedenis Kinder- en Jeugdliteratuur. De prijs is genoemd naar schrijver Hiëronymus van Alphen, de eerste Nederlandse schrijver die speciaal voor kinderen schreef.
In 2019 ontving zij de Friese Anjer van het Prins Bernhard Cultuurfonds voor haar inzet voor de Friese kinder- en jeugdliteratuur.

## Werk

### Vertalingen
- 2014: N.fan Hichtum/Dick Matena, De tsien fan Martens Afke
- 2013: Harm de Jonge, Jonas en de fiskjes fan Kees Poan
- 2013: Bonny Becker, Bear syn jierdei
- 1995: Ghazi Abdel-Qadir, Mussemelk en duivelsdrek
- 1994: H.A. Klijn, It ferhaal fan it paradysfûgeltsje
- 1994: E. Wilson & S.L. Jones, Yllustrearre Bibelatlas foar bern
- 1993: Wolf Spillner, De duif
- 1993: H.A. Klijn, Wurd foar wurd - advintskalinder
- 1993: Kees de Korte, Printebibel. [mei-oersetter]
- 1992: Heuck, Sigrid, Het geheim van Meester Joachim.
- 1992: Betsy Byars, Niet zomaar een familie.
- 1992: N. Butterworth, De lytse poarte.
- 1992: Betsy Byars, De Blossoms en de gierenvrouw
- 1991: Karel Eykman, No moatst ris hearre!
- 1991: Zitelmann, Tot de 13e maan
- 1989: Nynke van Hichtum, De tsien fan Martens Afke.
- 1989: P. Spier, Jona.
- 1988: Akky van der Veer, Zwart op wit.
- 1987: Astrid Lindgren, Ronja de rôversdochter
- 1985: Cees van den Berg, Bidboekje.
- 1984: P. Chr. Asbjornsen, J. Moe, Pankoek op 'e kletter.
- 1982: Marliese Dieckmann, De sinneblom
- 1981: (met S. van der Weg): Astrid Lindgren, Ik wol ek sa graach nei skoalle ta
- 1981: R. Hargreaves, Telwjirm
- 1980: Astrid Lindgren, Emyl de dogeniet
- 1979:  Heijermans, H., Jubileum,  toneelstuk
- 1978:  Campton, D., Roudouns,  toneelstuk

### Eigen werk
- 2015: (met Barteld de Vries) Diet Huber: auteur en illustrator - Inventaris van het archief
- 2014: Boeken en bern: kinderliteratuur in soorten
- 2012: Simke Kloosterman: Prinses uit de Wâlden
- 2008: Midden in de week maar zondags niet: De ware geschiedenissen van Kortjakje, Berend Botje, Jan Huigen en consorten. (20082; 20093)
- 2006  Zolang de wind van de wolken waait. Geschiedenis van de Friese literatuur
- 2004: (met  Alex Riemersma), Foar bern fan 8 oant 88 jier : Ynlieding yn de Fryske berne- en jongereinliteratuer
- 2003: Er is door het luchtruim een hemd onderweg: Friese kinderpoëzie in de twintigste eeuw
- 2000: Feroaring yn byld en bân: Fryske bernepoëzij yn de tweintichste ieu
- 1998: Fan hantsjeklap en sûkerbak
- 1996: (met Wieke Goeman), Een land vol verhalen - A Country full of Stories - Ein Land voller Geschichten – Un país lleno de narraciones
- 1995: Ut it huodsje fan Frou Rienks - Goed fyftich jier Us Frysk Berneboek 1940-1993.
- 1994: (met F.Verbeek), Wat ik sizze woe.
- 1993: Sjoch de stjerren mar ris nei. [mede-redactielid]
- 1990: (met Trésy, Fr.), Rixt en de ljippen
- 1990: (met Trésy, Fr), Rixt en de kieviten, bewerking Fr. Herzen
- 1990: Net foar bern! Jeugdlân yn Fryske berneliteratuer tusken 1930 en 1980.
- 1989: (met S. van der Weg), Hûndert jier Nynke fan Hichtum
- 1989: (met Tineke Steenmeijer-Wielenga), Lezen over Nynke van Hichtum